# Salah Jadid
Ṣalāḥ Jadīd (in arabo صلاح جديد‎?; Dweir Baabda, 1926 – Damasco, 19 agosto 1993) è stato un generale e politico siriano e un importante esponente del partito Ba'th. È stato capo del governo siriano de facto dal 1966 al 1970.

## Biografia
Fu capo di stato maggiore dell'esercito durante il regime baathista, che guidava il paese dal 1963.
Una volta giunto al potere con il colpo di stato del 1966, Jadīd espulse dalla Siria il presidente uscente Amin al-Hafiz e i fondatori del partito Baʿth – Michel Aflaq e Ṣalāḥ al-Dīn al-Bīṭār – e allineò la politica estera siriana a quella del blocco sovietico. Jadīd s'impegnò nell'attuazione di una politica socialista e attuò diverse riforme, tra cui quella agraria, ma la sua popolarità precipitò bruscamente a seguito della disfatta siriana nella guerra dei sei giorni e la perdita degli altopiani del Golan da parte delle forze israeliane.
Nel 1970, in occasione delle repressione attuata dalle forze armate giordane nel cosiddetto "Settembre Nero" contro l'Organizzazione per la Liberazione della Palestina (OLP), Jadid aiutò una parte dei membri dell'OLP a rifugiarsi in Siria ma non fu sostenuto dal suo ministro della difesa, il generale alauita ba'thista Ḥāfiẓ al-Asad, che assunse i pieni poteri con un colpo di Stato militare e fece arrestare Jadid ed il presidente della Repubblica, Nur al-Din al-Atassi.
Salah Jadid trascorse ventitré anni in prigione, senza aver subito alcun processo e senza essere stato riconosciuto colpevole di alcun reato e morì il 19 agosto del 1993 all'età di 67 anni per un attacco cardiaco in un ospedale di Damasco, dove era stato trasferito appena il giorno prima dal famigerato carcere di Mezzeh.